# Architecte informatique

Diagramme d'architecture

En génie informatique, ou en ingénierie technico-informatique, on appelle un informaticien d’architecture informatique la personne chargée de l'analyse technique nécessaire à la conception du diagramme d'architecture, c'est-à-dire le plan de construction d'un logiciel, d'un réseau, d'une base de données, etc. Il peut travailler avec les développeurs du système actuel ou d'autres informaticiens et produire par exemple les diagrammes suivants :
- diagramme d'architecture : un diagramme qui décrit dans les grandes lignes les acteurs d'un système informatique - humains ou machines, leur rôle, les flux d'informations entre les différents acteurs et les protocoles :
  - diagramme d'architecture applicatif : diagramme qui décrit les flux d'informations entre un logiciel donné, et les autres acteurs du système d'information dans lequel il va être implanté. (usagers, autres logiciels : SGBD, annuaire…),
  - diagramme d'architecture technique : diagramme qui décrit les flux d'informations entre les différentes pièces d'un logiciel,
  - diagramme d'architecture physique : diagramme qui décrit les flux d'informations entre les différents appareils d'un système d'informations. (serveurs, ordinateurs personnels, routeurs…).
- etc.

## Étymologie
Par analogie au métier du bâtiment, l'informaticien élabore un plan de construction. Il est d'abord un ingénieur, un concepteur. Ce métier ne fait aucunement appel à une quelconque notion artistique.

## Travaux
Dans le cadre d'un projet informatique, l'informaticien d’architecture informatique va récolter et faire une synthèse des informations concernant le projet, notamment la spécification fonctionnelle et la spécification architecturale. À partir de ces informations il va créer un diagramme qui décrit des flux d'informations entre les acteurs du système informatique. Les acteurs peuvent être logiciels, matériels ou humains.
Ensuite de quoi l'architecte informatique effectue des études techniques composées de mesures, et d'analyses des produits du marché et des technologies en vue de comparer les avantages et les inconvénients des différents chemins et des différentes répartitions des tâches dans chaque flux d'information du diagramme. Il va ensuite choisir la répartition la plus appropriée et la détailler dans le diagramme.
L'architecte informatique peut aussi être appelé à effectuer les études techniques sur un produit informatique déjà terminé, en vue d'éventuelles améliorations à apporter.
Les travaux rendus par l’informaticien architectural informatique peuvent être des diagrammes d'architecture qui décrivent dans les grandes lignes un produit informatique existant ou à réaliser, des recommandations concernant les choix de détail qui ne figurent pas dans le diagramme, ou des critiques et des études comparatives (audit).
Les études techniques et le choix de la répartition effectuée par l'architecte informatique ont un impact direct sur la qualité technique d'un produit. Performance, scalabilité, fiabilité, sécurité des informations, résistance aux pannes et capacité de récupération dépendent en grande partie de l'architecture — l'alignement au plan de construction — d'un produit informatique.
Les travaux de l'informaticien d’architecture serviront de référence pour le chef de projet, les développeurs et le directeur des systèmes d'information.

## Connaissances nécessaires
L'informaticien doit avoir une connaissance de l'état de l'art des répartitions, les manières dont les acteurs dialoguent (protocole) et les qualités et défauts qui en découlent. L’informaticien informatique doit également avoir une connaissance étendue des composants du commerce et des possibilités de les interconnecter :
- exemples de composants : système de gestion de base de données (SGBD), serveur de messagerie électronique, annuaire d'entreprise, navigateur web, système d'exploitation ;
- exemples d'interconnexions : authentification unique (SSO), Modèle-vue-Contrôleur (MVC), Rich Internet application (RIA) ;
- exemples de répartitions : client-serveur, architecture trois tiers, architecture orientée services (SOA).

L’informaticien informatique doit également être doué pour l'enseignement et la vulgarisation et être capable de transmettre ses connaissances dans un langage simple et compréhensible pour tous.
En janvier 2015, le Répertoire national des certifications professionnelles répertorie quatre formations d'« architecte informatique » :
- L’informaticien logiciel (Association française pour le conseil et l'éducation professionnelle (AFCEPF)) ;
- L’informaticien logiciel, développeur d'application (École des technologies numériques appliquées (ETNA)) ;
- L’informaticien système réseau et sécurité (École des technologies numériques appliquées (ETNA)) ;
- L’informaticien technique en informatique et réseaux (INSTA).

Mais d'autres filières existent :
- Formation Concepteur – L’informaticien Informatique (Cnam Nord - Pas de Calais, Lille)[2] ;
- L’informaticien des Systèmes d'Information (CentraleSupélec)[3] ;
- Master mention Informatique spécialité Ingénierie des contenus numériques en entreprise (Université de La Rochelle)[4] ;
- Concepteur en architecture informatique (CNAM Champagne-ardenne)[5].
- etc.

## Spécialisations

### Architecte d'entreprise (informatique)
L'architecte d'entreprise, l'architecte SI (ou encore urbaniste des Systèmes d'Information (SI)) est un généraliste (c'est-à-dire pluridisciplinaire) dans la conception du Système d'Information des entreprises. Il maitrise les différents points de vue du SI à savoir les processus du métier, les échanges d'informations entre les acteurs de l'entreprise (clients, fournisseurs, collaborateurs), le transit des informations à travers le système informatique, la conception fonctionnelle, applicative et technique ainsi que les méthodes d'analyse de l'évolution de l'entreprise et sa planification.
Acteur pivot de la stratégie d'entreprise, il a une vision transverse de l'information et de l'informatique dans l'entreprise.
L'architecte d'entreprise distingue différentes natures d'architecture pour assurer la cohérence d'ensemble :
- l'architecture métier (et fonctionnelle) ;
- l'architecture applicative (et logicielle) ;
- l'architecture technique (réseau, système, infrastructure…).

L'urbaniste SI ou l'architecte d'entreprise n'est pas un cartographe du SI (cf. syndrome de la tour d'Ivoire) mais il s'appuie sur la modélisation et la cartographie du SI pour mener à bien sa mission de transformation du SI, alignée à la stratégie de l'entreprise.

### Architecte fonctionnel (informatique)
L'architecte fonctionnel est spécialisé dans l'analyse des fonctionnalités attendues ou existantes du Système d'Information. On le confond généralement à l'urbaniste des SI car c'est le rôle principal que ce dernier endosse. Par analogie à une ville, il établit un Plan d'Occupation des Sols pour définir les différentes quartiers fonctionnels. Il structure ainsi l'entreprise d'un point de vue fonctionnel et distingue des typologies de fonctions afin de déterminer les périmètres fonctionnels des différentes applications dans le but de limiter les conflits, les redondances… Il contribue ainsi à l'urbanisation du Système d'Information.
Dans certaines organisations, ce titre peut désigner l'Analyste d'affaires qui se distingue par le fait qu'il agit sur un périmètre plus restreint (projet ou domaine) que l'architecte fonctionnel du SI.

### Architecte applicatif (informatique)
L'architecte applicatif est spécialisé dans la conception des systèmes d'information d'un point de vue applicatif, les flux d'informations entre les applications, et leur urbanisation. Il a aussi la compétence d'un architecte informatique logiciel.

### Architecte logiciel (informatique)
L'Architecte logiciel est spécialisé dans la conception des logiciels applicatifs, en particulier des différentes couches du logiciel : l'interface utilisateur, la couche métier qui comprend les traitements et la couche données qui comprend gère l'accession en base de données ou la communication avec les autres logiciels. Il maitrise généralement les techniques de développement et en fixe les règles afin de définir un cadre dans la réalisation des outils informatiques.

### Architecte technique système (informatique)
L'architecte technique système est spécialisé dans la conception des systèmes d'exploitation et leurs composants : les connexions entre les logiciels applicatifs, les différents composants du système d'exploitation, et les composants complémentaires (drivers).

### Architecte technique réseau (informatique)
L'architecte technique réseau est spécialisé dans la conception de différents types de réseaux informatiques :
- réseaux étendus (WAN) ;
- réseaux locaux (LAN) ;
- réseaux métropolitains (MAN) ;
- réseaux de stockage (SAN).

### Architecte technique infrastructure (informatique)
L'architecte technique infrastructure est spécialisé dans les composants matériels des infrastructures informatiques : le dimensionnement et les interconnexions entre les composants matériels, ordinateurs, serveurs, appareils réseaux (routeurs), imprimantes, disques durs, mémoire, processeur.

## Contraintes
Les éléments à prendre en compte dans une architecture informatique sont (liste non exhaustive) :
- adéquation aux besoins exprimés ;
- évolutivité (montée en charge) ;
- adaptation aux performances souhaitées ;
- exploitabilité ;
- sécurité ;
- coût.

Un architecte informatique doit garantir la cohérence de l'alignement stratégique des systèmes d'information de l'entreprise, réussir l'intervention dans chaque projet auprès de la maîtrise d'ouvrage (MOA) et de la maîtrise d'œuvre (MOE) ; il doit être capable d'évaluer correctement les charges et les risques liés aux différents projets.